# Канрэй
Канрэй (яп. 管領) — должность в центральном аппарате сёгуната Муромати. Канрэй выполнял функции советника сёгуна и заведующего всеми политическими делами в Японии.
Изначально должность называлась сицудзи (яп. 執事). Название «канрэй» закрепилось с 1336 года, после назначения на эту должность Сибы Ёсимасы.
С конца XIV века канрэями поочерёдно назначали глав самурайских родов Хосокава, Сиба и Хатакэяма, которые были родственниками правящего дома сёгунов Асикага. Их называли «три канрэйских рода» (яп. 三管領, сан-канрэй).
Кроме канрэев центрального правительства в Киото, существовал институт канрэев региона Канто (яп. 関東管領), которые были составляющей Камакурской администрации.